# Бібліотека ДНК
Бібліотека ДНК — сукупність фрагментів ДНК певного біологічного об'єкту (хромосоми, типу клітин, тканини, пухлини, організму тощо), які вставлені у генетичні вектори і розмножені до великої кількості. Бібліотеки ДНК використовують для вивчення геномів і транскриптомів живих організмів, окремих їх частин, патологічно змінених тканин і органів. Часто бібліотекою ДНК називають і колекцію мікроорганізмів (бактерій, дріжджів), у яких зберігаються ці генетичні вектори.

## Мета створення
Для того, щоб вивчати невідомі послідовності ДНК і РНК потрібно отримати ці послідовності у значній кількості, а також розділити їх на певні групи. При аналізі геномів невідомого організму його довгі молекули ДНК розділяють на короткі фрагменти різної довжини, які потім розмножують. Такі фрагменти можна надалі секвенувати і скласти назад у повну послідовність геному. У випадку з РНК з неї спочатку синтезують кДНК, які потім також розмножують, але вже без подрібнення, оскільки молекули РНК значно коротші за геномну ДНК.

## Методи отримання

### Геномні бібліотеки
Поширеним методом отримання бібліотек геномної ДНК є «метод дробовика» (англ. Shotgun sequencing). Геномна ДНК розрізається за допомогою певної рестриктази на фрагменти довжиною близько 20 тисяч пар нуклеотидів. Далі здійснюють лігування цих фрагментів із заздалегідь порізаної тією ж рестриктазою векторною ДНК. Отриманою рекомбінантною ДНК трансформують бактерій або дріжджові клітини. Далі вирощують окремі колонії мікроорганізмів на твердому середовищі, де кожна колонія походить від однієї клітини. Набір таких колоній і буде геномною бібліотекою.

### Бібліотеки кДНК
Для вивчення мРНК виділяють суміш всіх РНК з клітин, тканини або організму і синтезують комплементарну ДНК за допомогою зворотної транскрипції із олігодезокситиміновим праймером (оліго-дТ). Далі цю кДНК обробляють РНКазою, а до одноланцюгової кДНК додають другий ланцюг за допомогою фрагмента Кленова ДНК-полімерази I або методом ПЛР. Таку двоспіральну кДНК також вставляють до векторів, трансформують ними бактерій і отримують набір колоній.
Для секвенування мРНК використовують низку методів приготування бібліотек кДНК. Класичний метод включає вибіркове зв'язування мРНК з дрібними кульками, вкритими оліго-дТ, наступну обробку цих РНК ендонуклеазою, зворотну транскрипцію з випадковими праймерами та подальший синтез другого ланцюга ДНК. Другий спосіб, «Smart-seq2», або секвенування мРНК з одиничної клітини, дозволяє працювати з невеликою кількістю РНК. Для отримання повнорозмірних кДНК з мРНК використовують праймер оліго-дТ з додатковим тегом, а також властивість ревертази додавати кілька додаткових цитозинів на 3'-кінці новоствореної кДНК, для яких нема комплементарної пари в мРНК. До суміші додається праймер, який містить 3 рибогуанозини та фрагмент замкненої нуклеїнової кислоти.

## Пошук у бібліотеках ДНК
Пошук конкретного фрагменту ДНК серед сотень інших послідовностей (скринінг від англ. screening) здійснюють за допомогою ДНК-зондів. Якщо дослідник знає хоча б невелику послідовність нуклеотидів з шуканої ділянки, він синтезує штучно комплементарну послідовність (праймер довжиною близько 20 нуклеотидів) і мітить її або радіоактивним ізотопом, або флуоресцентною міткою. З чашки з колоніями роблять репліку: прикладають до чашки тонку нітроцелюлозну мембрану, на якій лишається відбиток усіх колоній. Після цього здійснюють руйнування бактеріальних клітин на відбитку, звільнення ДНК від білків у лужному середовищі і денатурацію ДНК до одноланцюгової. Далі обробляють всі колонії зондом і дивляться, до якої колонії зонд приєднався за принципом комплементарності. Ця колонія і буде містити потрібний фрагмент ДНК.
Часто дослідник не знає послідовності ДНК, яку шукає, але має послідовність амінокислот досліджуваного білка. Оскільки кожній амінокислоті може відповідати декілька триплетів нуклеотидів (від одного до шести), то і ймовірні кодуючі ДНК можуть бути різними. Тоді готується суміш зондів, які потенційно можуть розпізнати передбачувану послідовність.